# 労働保険の保険料の徴収等に関する法律
労働保険の保険料の徴収等に関する法律（ろうどうほけんのほけんりょうのちょうしゅうとうにかんするほうりつ、昭和44年12月9日法律第84号）は、労働保険の一元的な適用と保険料徴収方法の一元化の手続きに関する日本の法律である。通称として労働保険徴収法あるいは単に徴収法などと呼ばれる。

## 構成
- 第一章　総則（第1条・第2条）
- 第二章　保険関係の成立及び消滅（第3条―第9条）
- 第三章　労働保険料の納付の手続等（第10条―第32条）
- 第四章　労働保険事務組合（第33条―第36条）
- 第五章　不服申立て及び訴訟（第37条・第38条）
- 第六章　雑則（第39条―第45条の2）
- 第七章　罰則（第46条―第48条）
- 附則

## 目的
この法律は、労働保険の事業の効率的な運営を図るため、労働保険の保険関係の成立及び消滅、労働保険料の納付の手続、労働保険事務組合等に関し必要な事項を定めるものとする（第1条）。
- 本法は、同時に公布された失業保険法等一部改正法により失業保険（現在の雇用保険）及び労災保険の適用範囲が労働者5人未満の事業に拡大されることとなったことに伴う業務量の増大に対処するため、失業保険と労災保険とでそれぞれ異なった手続方法により行なわれていた適用徴収事務を一元的に処理することにより、両保険の適用徴収事務の簡素化、能率化を図るとともに、事業主の利便の増進と事務負担の軽減に資するものであること（昭和44年12月17日発総43号）。

## 定義
- 「労働保険」とは、労働者災害補償保険（労災保険）と雇用保険とを総称していう（第2条1項）。
- 「賃金」とは、賃金、給料、手当、賞与その他名称のいかんを問わず、労働の対償として事業主が労働者に支払うもの（通貨以外のもので支払われるものであって、厚生労働省令で定める範囲外のものを除く。）をいう（第2条2項）。
  - 労働基準法でいう賃金とは一部範囲が異なり、例えば退職手当（前払いされるものを除く）、結婚祝金、死亡弔慰金等については、支給条件が明確であっても本法では「賃金」に含まれない。
  - 通貨以外のもので支払われる賃金の評価に関し必要な事項は、厚生労働大臣が定める。これに基づき、現在「厚生労働大臣が定める現物給与の価額」（平成24年厚生労働省告示第36号、最終改正令和3年厚生労働省告示第58号）が告示されている。そしてその範囲は労働基準監督署長・公共職業安定所長の定めるところによる（施行規則第3条）。
- 「賃金総額」とは、原則として、事業主がその事業に使用するすべての労働者（適用除外者を除く）に支払う賃金の総額をいう（第11条）。
  - 保険年度内に支払が確定した賃金は、その保険年度内に支払われなかった場合でも、その保険年度の賃金総額に算入する（昭和24年10月5日基災収5178号）。例えば6月にベースアップが同年1月にさかのぼって実施されることとなった場合、1～3月分の差額は支給が確定して6月に現実に支払われるなら、当年度の（前年度でなく）賃金総額に含める。
  - 労災保険に係る保険関係が成立している以下の事業のうち、賃金総額を正確に算定することが困難なものについては、以下のようにして得た額を賃金総額とする。これらの事業であっても、賃金総額を正確に算定できる場合は、これらの特例は適用しない。
    - 請負による建設の事業・・請負金額（消費税相当額を除く。以下同じ）×労務費率
      - 事業主が注文者から物の支給・機械等の貸与を受けた場合は、それらの価額相当額を請負代金に加算する。ただし、機械装置の組立又は据付の事業の事業主が当該機械等の支給を受けた場合は、当該機械装置の価額相当額は加算せず、すでに請負代金に当該機械装置に価額相当額が含まれている場合にはその価額相当額を請負代金から控除する。

    - 立木の伐採の事業・・素材1立方メートル当たりの労務費の額×生産する素材の材積
    - 立木の伐採の事業以外の林業および水産業・・（厚生労働大臣が定める平均賃金相当額×各労働者の使用期間の総日数）の合算額
- 「保険年度」とは、4月1日から翌年3月31日までをいう（第2条4項）。
- 「有期事業」とは、事業の期間が予定されている事業をいい（第7条2号）、「継続事業」とは、有期事業以外の事業をいう（第9条）。
  - 本法で有期事業に該当するのは、「建設の事業」と「立木の伐採の事業」のみである。

## 適用事業
労災保険と雇用保険の適用・徴収事務が一元化して行われる事業を一元適用事業という。原則として、後述の二元適用事業以外はすべて一元適用事業となる。
以下の事業（二元適用事業）については、当該事業を労災保険に係る保険関係及び雇用保険に係る保険関係ごとに別個の事業とみなしてこの法律を適用する（第39条、施行規則第70条）。つまり、二元適用事業においては、労災保険の適用・徴収事務と雇用保険の適用・徴収事務を別々に行う。二元適用事業では適用労働者の範囲が異なることや、両保険の適用の仕組み等が著しく異なることから、一元処理は実情に即さないことから設けられている。なお有期事業は必ず二元適用事業となる。
1. 都道府県及び市町村の行う事業
国の行う事業は、労災保険に係る保険関係が成立しないため、二元適用事業にはならない。
2. 都道府県に準ずるもの及び市町村に準ずるもの（特別区・特別地方公共団体等）の行う事業
3. 港湾労働法に規定する港湾運送の行為を行う事業
4. 農林、畜産、養蚕又は水産の事業（船員が雇用される事業を除く）
「立木の伐採の事業」は「農林」（林業）に含まれる。
5. 土木、建築その他の工作物の建設、改造、保存、修理、変更、破壊若しくは解体又はその準備の事業（「建設の事業」と称す）
建設の事業では、労災保険関係成立票を見やすい場所に掲げなければならない（施行規則第77条）。

## 保険関係の成立
適用事業の労働保険に係る保険関係は、事業が開始された日又は暫定任意適用事業が適用事業に該当するに至った日に成立する（第3条、4条）。保険関係が成立した事業の事業主は、その成立した日から10日以内に、以下の事項を記載した保険関係成立届を提出しなければならない（第4条の2第1項、施行規則第4条）。さらに、2~6の項目については、提出した項目に変更があった場合は変更を生じた日の翌日から起算して10日以内にその旨を届け出なければならない（第4条の2第2項、施行規則第5条）。もっとも、保険関係自体は、保険関係成立届の提出の有無にかかわらず、法律上当然に発生する。
1. 保険関係が成立した日
2. 事業主の氏名又は名称及び住所又は所在地
3. 事業の種類、名称、概要
4. 事業の行われる場所
5. 事業に係る労働者数
6. 事業の予定される期間（有期事業のみ）
7. 建設の事業にあっては、当該事業に係る請負金額（消費税及び地方消費税に相当する額を除く。施行規則第13条2項各号に該当する場合には、当該各号に定めるところにより計算した額をいう。）並びに発注者の氏名又は名称及び住所又は所在地
8. 立木の伐採の事業にあっては、素材の見込生産量
9. 事業主が法人番号を有する場合には、当該事業主の法人番号

保険関係成立届の提出先は、
- 一元適用事業では、労働保険事務組合に労働保険事務の処理を委託するか、あるいは雇用保険に係る保険関係のみが成立する事業の場合は所轄公共職業安定所長に提出する。処理を委託しない場合は所轄労働基準監督署長に提出する。
- 二元適用事業では、雇用保険に係る保険関係が成立している事業は所轄公共職業安定所長に提出する。労災保険に係る保険関係が成立している事業は所轄労働基準監督署長に提出する。

暫定任意適用事業の労働保険に係る保険関係は、暫定任意適用事業の事業主が任意加入の申請をし、厚生労働大臣の認可（都道府県労働局長に権限委任）があった日、又は適用事業が暫定任意適用事業に該当するに至った日の翌日に成立する。
労災保険の任意加入申請書は、所轄労働基準監督署長を経由して、雇用保険の任意加入申請書は、所轄公共職業安定所長を経由して、所轄都道府県労働局長に提出する。適用事業が暫定任意適用事業に該当するに至った場合は、自動的に任意加入の認可があったとみなされる（擬制任意適用事業）ため、申請書の提出は不要である。

### 保険関係の消滅
適用事業でも暫定任意適用事業であっても、事業が廃止され、又は終了したときは、その事業についての保険関係は、その翌日に消滅する（第5条）。この場合、保険関係消滅の手続きは不要であるが、労働保険料の確定精算を行わなければならない。
暫定任意適用事業の場合は、事業主が保険関係の消滅の申請をし、厚生労働大臣の認可があったときにも、その翌日に消滅する。ただしこの申請は、以下の要件を満たさなければ行うことができない。申請書は、労災保険の場合は所轄労働基準監督署長、雇用保険の場合は所轄公共職業安定所長をそれぞれ経由して、所轄都道府県労働局長に提出する。
労災保険の場合
- その事業に使用される労働者の過半数の同意を得ること
- 擬制任意適用事業以外の事業にあっては、保険関係成立後1年を経過していること
- 特別保険料が徴収される場合は、その徴収期間を経過していること

雇用保険の場合
- その事業に使用される労働者の4分の3以上の同意を得ること

## 事業の一括
2以上の事業の一括が行われると、個々の事業は全体として1の事業とみなされ、それぞれの事業ごとの各種手続きが不要となる。

### 有期事業の一括
個々の建設現場の保険関係の処理を本社で一括して行う場合等が想定される。
有期事業の一括が行われると、個々の事業は全体として1の事業とみなされる（有期一括事業）。有期一括事業は、継続事業として扱われ、 それぞれの事業ごとの保険関係の成立手続き、概算保険料の納付、確定清算手続きが不要となり、保険料の申告・納付が保険年度単位で行われる。またその後に事業の規模の変更があってもあくまで当初の一括の扱いとなる。有期事業の一括は、要件を満たすと法律上当然に行われるので、申請等の手続きは不要であるが、有期一括事業についての事業主は、年度更新時、保険関係消滅時には一括有期事業報告書を（確定保険料書類の提出に併せて）一括事務所の所在地を管轄する所轄都道府県労働局歳入徴収官に提出しなければならない。ただし、当初独立の有期事業として保険関係が成立した事業については、一括扱いの対象とはならない。有期事業の一括は労災保険のみについて行われる（雇用保険はこの扱いはない）。
有期事業の一括が行われるためには、2以上の事業が以下の要件を満たさなければならない（第7条、施行規則第6条）。
- それぞれの事業主が同一人であること。
- それぞれの事業が有期事業であること。
- それぞれの事業の規模が、厚生労働省令で定める規模以下であること。 
  - それぞれの事業が、労災保険に係る保険関係が成立している事業のうち、建設または立木の伐採の事業であること。
  - それぞれの事業規模が、概算保険料に相当する額が160万円未満であり、かつ、建設の事業については請負金額が税抜きで1億8000万円未満[4]、立木の伐採の事業については、素材の見込み生産量が1000立方メートル未満であること（その後に事業規模の変更があった場合でも新たに独立の有期事業として取り扱わない）。
- それぞれの事業が、他のいずれかの事業の全部又は一部と同時に行なわれること。
- 前各号に掲げるもののほか、厚生労働省令で定める要件に該当すること。 
  - それぞれの事業が、労災保険料率表に掲げる事業の種類を同じくすること。
  - それぞれの事業に係る労働保険料の納付の事務が1の事務所（一括事務所）で取り扱われること。

### 請負事業の一括
労災保険に係る保険関係が成立している事業のうち、建設の事業が数次の請負によって行われる場合には、請負事業の一括が法律上当然に行われる。請負事業の一括が行われると、その事業は1の事業とみなされ、元請負人のみが当該事業の事業主とみなされる（第8条1項、施行規則第7条）。事業規模は問わない。請負事業の一括は労災保険のみの扱いであり、雇用保険については一括があってもそれぞれの事業ごとに本法を適用する。建設の事業が数次の請負によって行われる場合、災害補償については、その元請負人を使用者とみなす旨の規定があり（労働基準法第87条）、その者に徴収法上の事業主としての義務を負わせる。
下請負事業の分離につき、元請負人と下請負人とが共同で申請（保険関係成立の日の翌日から10日以内）し、厚生労働大臣の認可（都道府県労働局長に権限委任）を受けた場合は、下請負人の請負に係る事業については、その事業が1の事業とみなされ、下請負人のみが当該事業の事業主とされる（第8条2項、施行規則第8条、9条）。ただし、下請負人の請負に係る事業の規模が、概算保険料に相当する額が160万円以上、又は請負金額が税抜きで1億8000万円以上でなければならない。

### 継続事業の一括
単独で適用事業所となりうる支社・出張所等の保険関係を本社で一括管理する場合等を想定している。
事業主が2以上の事業について成立している保険関係の全部または一部を1の保険関係とすることにつき申請をし、厚生労働大臣の認可（都道府県労働局長に権限委任）を受けた場合は、継続事業の一括が行われる。継続事業の一括が行われると、一括の認可に係る2以上の事業に使用されるすべての労働者は、厚生労働大臣が指定（都道府県労働局長に権限委任）するいずれか1の事業（指定事業）に使用される労働者とみなされ、指定事業以外の事業（被一括事業）に係る保険関係は消滅する（第9条、施行規則第10条）。事業の規模や地理的範囲、さらに強制適用事業か任意適用事業であるかを問わない。平成22年の改正により、船員保険の被保険者についても一括の対象となった。継続事業一括申請書は、指定を受けることを希望する事業に係る所轄都道府県労働局長に提出しなければならない。有期事業の一括・請負事業の一括と異なり、継続事業の一括は一括の要件を満たしても当然に一括が行われるわけではない。また有期事業の一括・請負事業の一括は労災保険のみの扱いであるが、継続事業の一括は労災保険・雇用保険両方が対象となる。
継続事業の一括が行われるためには、2以上の事業が以下の要件を満たさなければならない。
- それぞれの事業主が同一人であること。
- それぞれの事業が継続事業であること。
- それぞれの事業が、次のいずれか1のみに該当すること（それぞれの事業について成立している保険関係が同じであること）。 
  - 労災保険に係る保険関係が成立している事業のうち、二元適用事業。
  - 雇用保険に係る保険関係が成立している事業のうち、二元適用事業。
  - 一元適用事業であって、労災保険及び雇用保険に係る保険関係が成立しているもの。
- それぞれの事業が、労災保険料率表に掲げる事業の種類を同じくすること。
  - 雇用保険に係る保険関係が成立している二元適用事業であっても、労災保険料率表に掲げる事業の種類が同じでなければならない。なお具体的な事業の種類に限定はない。

指定事業について名称・事業の行われる場所に変更があった場合は、変更を生じた日の翌日から起算して10日以内に所轄労働基準監督署長・公共職業安定所長に、被一括事業について名称等に変更があった場合は遅滞なく指定事業に係る都道府県労働局長に届け出なければならない。

## 概算保険料
労働保険の保険料は、年度当初・事業開始当初に概算で申告・納付し、翌年度の当初・事業終了時に確定申告の上精算することになっている。概算保険料とは、年度の初め、又は事業が開始されたときに、その保険年度中に支払われる賃金総額の見込額に保険料率を乗じて算定する保険料をいう。なお派遣労働者については派遣元が保険料を負担するが、労災保険については派遣先の作業実態に基づいて事業の種類を決定し、雇用保険については原則として「一般の事業」として保険料率を適用する（昭和61年6月30日発労徴41号、基発383号）。

### 納期限
継続事業（有期一括事業を含む。以下同じ）の事業主は、保険年度ごとに、概算保険料を、その保険年度の6月1日から起算して40日以内（保険年度の途中で保険関係が成立したものについては、当該保険関係が成立した日の翌日から起算して50日以内）に申告・納付しなければならない（第15条）。
有期事業（有期一括事業を除く。以下同じ）の事業主は、保険関係が成立した日の翌日から起算して20日以内に申告・納付しなければならない。
特別加入の承認があった場合の特別加入保険料に関しても同様である。

### 申告・納付先
概算保険料の申告・納付は、概算保険料申告書を所轄都道府県労働局歳入徴収官に提出（日本銀行の本店・支店・代理店・歳入代理店を経由することができる）し、納付書により概算保険料を都道府県労働局収入官吏又は日本銀行に納付する。
- 一元適用事業であって労働保険事務組合に労働保険事務の処理を委託しないもの（雇用保険に係る保険関係のみが成立している事業を除く）
- 労災保険に係る保険関係が成立している事業のうち二元適用事業

についての（労災関係）一般保険料は、労働基準監督署（収入官吏）を経由して申告・納付することができる。いっぽう、
- 一元適用事業であって労働保険事務組合に労働保険事務の処理を委託するもの
- 一元適用事業であって労働保険事務組合に労働保険事務の処理を委託しないもののうち、雇用保険に係る保険関係のみが成立している事業
- 雇用保険に係る保険関係が成立している事業のうち二元適用事業

についての（雇用関係）一般保険料は、公共職業安定所が申告・納付事務を取り扱っていないので、経由して申告・納付することはできない。
なお、概算保険料申告書は、以下の要件をすべて満たす場合、日本銀行、労働基準監督署のほか年金事務所を経由して提出することもできる。
- 継続事業についての一般保険料に係るものであること
- 社会保険適用事業所の事業主が6月1日から40日以内に提出するものであること
- 労働保険事務組合に労働保険事務の処理を委託していないこと
- 口座振替により納付するものではないこと

### 納付額
継続事業の場合、その保険年度中に使用するすべての労働者に係る賃金総額の見込額に、当該事業についての一般保険料率を乗じて求める（第15条1項1号）。見込額は原則として、前年度の賃金総額の同額を用いるが、見込額が前年度と比べて、2倍を超える場合や2分の1を下回る場合は、その見込額を用いる。
有期事業の場合、その事業の保険関係に係る全期間に使用するすべての労働者に係る賃金総額の見込額に当該事業についての労災保険率を乗じて求める（第15条2項）。有期事業の場合は労災保険しか成立しないので、労災保険率がそのまま一般保険料率となり、上記の免除対象高年齢労働者の特例も生じない。また保険年度ごとの納付でないので、前年の賃金総額を用いて算定することもない。
特別加入者を使用する場合、その特別加入者に係る特別加入保険料算定基礎額の総額に特別保険料率（第1種~第3種）を乗じて得た額を上記の額と併せて納付する（第15条1項2号、3号）。特別加入者の場合も労災保険しか成立しないが、第1種~第3種それぞれに定められた特別保険料率を用いる。 
なお、免除対象高年齢労働者（保険年度の初日において満64歳以上の労働者であって、短期雇用特例被保険者・日雇労働被保険者を除く者、施行規則第15条の2）を使用する場合、上記の額から、その保険年度に使用する免除対象高年齢労働者に係る高年齢者賃金総額の見込額に雇用保険料を乗じて得た額を減じる（労災保険しか成立しないため）とする規定があったが（改正前の第11条の2）、平成29年1月より、65歳以上の者も雇用保険の被保険者とする法改正がなされ、免除対象高年齢労働者に対する保険料の徴収も令和2年度から開始されることとなったため、これらの規定は削除された。

### 延納
以下の要件を満たすことにより、申告書の提出の際に概算保険料の延納（分割納付）することができる（第18条）。
- 納付すべき概算保険料の額が、継続事業の場合は40万円（一方の保険関係しか成立しない事業においては20万円）、有期事業の場合は75万円以上の事業であるか、事業に係る労働保険事務の処理を労働保険事務組合に委託されている事業
- 継続事業においては、当該保険年度において10月1日以降に保険関係が成立した事業ではないこと
- 有期事業においては、事業の全期間が6月以内の事業ではないこと

納期限の区分は、4月~7月を第1期（納期限は7月10日、ただし有期事業は3月31日）、8月~11月を第2期（納期限は10月31日、ただし継続事業の組合委託事業は11月14日）、12月~3月を第3期（納期限は1月31日、ただし継続事業の組合委託事業は2月14日）とする。ただし保険年度の中途に保険関係が成立した場合は、2月以上残っていればその期を1期として成立させる。

### 増加概算保険料・追加徴収・認定決定
賃金総額の見込額が2倍を超え、かつ、すでに納付した概算保険料との差額が13万円以上となる場合は、事業主は、増加が見込まれた日の翌日から起算して30日以内に、増加概算保険料を納付しなければならない（第16条）。当初の概算保険料を延納していれば申請により増加概算保険料の延納も可能であるが、最初の期についてはやはり30日以内に納付しなければならない。
政府は、保険年度の途中で保険料率の引き上げがあった場合、概算保険料を追加徴収する（第17条）。納期限はその通知の発する日から起算して30日後である。当初の概算保険料を延納していれば申請により延納も可能であるが、最初の期についてはやはり30日後までに納付しなければならない。保険年度の途中で保険料率が引き上げられた場合、次年度に精算するのではなく、あくまで当年度内に徴収するという手続きを取るのである。追加徴収は額の多寡を問わず行われる。なお保険年度の途中で保険料率の引き下げがあっても納付した保険料の還付は行われない。
事業主が概算保険料申告書を提出しない場合、または申告書の記載に誤りがあると認めるときは、政府が概算保険料の額を決定し、これを事業主に通知する（認定決定、第15条3項、4項）。修正申告ということはない。認定決定された場合、通知を受けた日の翌日から起算して15日以内に決定額（すでに納付した額があるときはその不足額）を納付しなければならない。当初の概算保険料を延納していれば申請により延納も可能であるが、最初の期についてはやはり15日以内に納付しなければならない。なお概算保険料については、認定決定の場合でも追徴金を課せられることはない。この通知は時効中断の効力を有する。

## 確定保険料
概算保険料は賃金総額の見込額で算定するのに対し、確定保険料は実際の賃金総額で算定する。

### 納期限
継続事業の事業主は、保険年度ごとに、確定保険料を、次の保険年度の6月1日から起算して40日以内（保険年度の途中で保険関係が消滅したものについては、当該保険関係が消滅した日の翌日から起算して50日以内）に申告・納付しなければならない（第19条）。
有期事業の事業主は、保険関係が消滅した日の翌日から起算して50日以内に申告・納付しなければならない（保険関係が消滅するまでは、保険年度ごとの納付は不要）。
特別加入の承認が取消された場合の特別加入保険料に関しても同様である。

### 申告・納付先
確定保険料の申告先は、概算保険料の申告先と同様であるが、納付すべき確定保険料がなく確定保険料申告書のみを提出する場合は、日本銀行を経由して行うことができない。

### 納付額
継続事業の場合、その保険年度中に使用したすべての労働者に係る実際の賃金総額に、当該事業についての一般保険料率を乗じて求める（第19条1項1号）。
有期事業の場合、その事業の保険関係に係る全期間に使用したすべての労働者に係る実際の賃金総額に当該事業についての労災保険率を乗じて求める（第19条2項）。
特別加入者を使用する場合、その特別加入者に係る特別加入保険料算定基礎額の総額に特別保険料率（第1種~第3種）を乗じて得た額を上記の額と併せて納付する（第19条1項2号、3号）。
なお概算保険料と同様、免除対象高年齢労働者を使用する場合、上記の額から、その保険年度に使用した免除対象高年齢労働者に係る実際の高年齢者賃金総額に雇用保険料を乗じて得た額を減じる旨の規定は廃止され、免除対象高年齢労働者に対する保険料の徴収も令和2年度分から開始されることとなった。

### 確定清算
事業主は、納付した概算保険料の額が、確定保険料の額に満たないときは、その不足額（納付した概算保険料がない場合は、確定保険料として申告した額）を、確定保険料申告書に添えて、当該申告書の提出期限までに納付しなければならない（第19条3項）。概算保険料とは異なり、確定保険料の延納はできない。
事業主は、納付した概算保険料の額が、確定保険料の額を超えるときは、その超える額の還付を請求することができる（第19条6項）。この請求は、確定保険料申告書を提出する際に、労働保険還付請求書を、官署支出官又は所轄都道府県労働局資金前渡官吏（労災関係申告・納付手続に係る還付請求は、所轄労働基準監督署長を経由）に提出して行わなければならない。請求をしない場合は、超過額は、次の保険年度の概算保険料若しくは未納の労働保険料・一般拠出金等に充当され、所轄都道府県労働局歳入徴収官はその旨を事業主に通知する。
政府は、事業主が確定保険料申告書を提出しないとき、又はその記載に誤りがあると認めるときは、確定保険料の額を決定し、これを事業主に通知する（認定決定）。納付した額が決定された額に不足する場合は、不足額をその通知を受けた日の翌日から起算して15日以内に納付しなければならない（第19条4項、5項）。さらに概算保険料とは異なり、政府は、やむをえない理由がある場合等を除き、不足額の10%の追徴金を納付するよう通知する。この納期限は通知の日から30日以内である。なお、「やむをえない理由」とは、天災地変等の不可抗力による場合をいい、事業不振や金融事情などの経済的事由、あるいは法令の不知による場合は含まれない。

## 特例納付保険料
特例対象者を雇用していた事業主が、雇用保険に係る保険関係が成立していたにもかかわらず保険関係成立の届出をしていなかった場合には、当該事業主（対象事業主）は、保険料の徴収時効成立後も保険料を納付することができる。これを特例納付保険料という（第26条1項）。「特例対象者」とは事業主が被保険者資格取得の届出を行わなかったことにより雇用保険に未加入とされた者で、被保険者資格取得の確認があった日の2年前の日よりも前の時期に賃金から雇用保険料が控除されていたことが確認された者について、当該2年を超えてさかのぼって雇用保険を適用する制度（雇用保険の遡及適用の特例）の対象者である。なお被保険者資格取得届の届出がなされなかった事実を知っていた者は除く。また賃金から雇用保険料が控除されていたことが明らかでない者についてはこの取り扱いはない。
特例納付保険料の額は、対象事業主が納付する義務を履行していない一般保険料の額（雇用保険率に応ずる部分の額に限る）のうち、当該特例対象者に係る額に相当する額として厚生労働省令で定めるところにより算定した額（基本額。規則第56条）に厚生労働省令で定める額（加算額。規則第57条）を加算した額となる。なお「基本額」は以下の算式で求め、「加算額」は基本額の10%である。
- ｛（遡及適用対象期間のもっとも古い日から1ヶ月に支払われた賃金額）+（遡及適用対象期間の直近1ヶ月に支払われた賃金額）｝/2×遡及適用対象期間の直近の日の雇用保険料率×遡及適用対象期間に係る月数（1月未満切捨て）[6]

厚生労働大臣（都道府県労働局長に権限委任）は、やむをえない事情がある場合を除き、対象事業主に対して、特例納付保険料の納付を勧奨しなければならない（第26条2項）。勧奨を受けた対象事業主は、特例納付保険料を納付する旨を、厚生労働大臣（都道府県労働局長に事務委任）に対し、書面により申し出ることができる。この申出を受けた政府は、特例納付保険料の額を決定し、期限（通知を発する日から起算して30日を経過した日をその納期限とする）を指定して、これを対象事業主に通知するものとされ、対象事業主は当該期限までに特例納付保険料を納付しなければならない（第26条3~5項、施行規則第58条、59条）。 

## 督促・滞納処分・延滞金
労働保険料その他本法の規定による徴収金を納付しない者があるときは、政府は、期限を指定して督促しなければならない（第27条）。督促するときは、政府は、納付義務者に対して督促状を発するが、その指定すべき期限は、督促状を発する日から起算して10日以上経過した日でなければならない。督促を受けた者が、その指定の期限までに、労働保険料その他本法の規定による徴収金を納付しないときは、政府は、国税滞納処分の例によって、これを処分する。労働保険料その他本法の規定による徴収金の先取特権の順位は、国税及び地方税に次ぐものとする（第29条）。実際にも督促は滞納処分、延滞金徴収の前提要件として重要である。
政府は、労働保険料の納付を督促したときは、やむをえない理由がある場合、公示送達による督促の場合等を除き、労働保険料の額（一部納付の場合は残余の額。1,000円未満の端数は切り捨て）に、納期限の翌日からその完納又は財産差押えの日の前日までの期間の日数に応じ、
- 当該納期限の翌日から2月を経過する日までの期間については、年7.3%
- それより後の日については、年14.6%

の割合を乗じて計算した延滞金（100円未満の端数は切り捨て）を徴収する（28条）。なお現在の低金利の状況では年14.6%の延滞金は高すぎるとの問題意識から、事業主の負担軽減等を図るべく、当分の間特例が設けられ、各年の特例基準割合が年7.3%に満たない場合は、
- 当該納期限の翌日から2月を経過する日までの期間については、特例基準割合に年1%を加算した割合（加算した割合が年7.3%を超える場合は、年7.3%）
- それより後の日については、特例基準割合に年7.3%を加算した割合

とされる。実際に適用された割合については特例基準割合#平成26年1月1日以降を参照。
ただし追徴金は労働保険料ではないので、追徴金を納期限までに納付しなかったとしても延滞金を課されることは無い。

## 納入方法
納入告知書
保険料を徴収するにあたり、歳入徴収官が債務者に発する書面で、歳入科目や納付すべき金額、期限及び場所等が既に記入されている。納入額が確定している、以下の通知は納入告知書によって行われる。
- 認定決定に係る確定保険料、追徴金の額
- 有期事業のメリット制[7]の適用により徴収する差額
- 認定決定に係る印紙保険料・追徴金の額
- 対象事業主の申出に係る特定納付保険料の額

納付書
納付義務者が自ら、納付金額やいつの納付分かを記入し、保険料を納めるための書面。納入告知書による通知以外の通知は納付書によって行われる。
口座振替
政府は、事業主から、預金又は貯金の払出しとその払い出した金銭による印紙保険料以外の労働保険料の納付（概算保険料（延納の場合を含む）・確定保険料の納付に限る）をその預金口座又は貯金口座のある金融機関に委託して行うことを希望する旨の申出があった場合には、その納付が確実と認められ、かつ、その申出を承認することが労働保険料の徴収上有利と認められるときに限り、その申出を承認することができる（第21条の2）。継続事業・有期事業のいずれの場合も含む。口座振替の場合、金融機関に納付書又は電磁的記録が到達した日から2取引日を経過した最初の取引日までに納付されていれば、納期限後であっても期限内に納付したものとみなされる。口座振替の申出は所定の事項を記載した書面を所轄都道府県労働局歳入徴収官に提出して行うこととされ、申告書を日本銀行に提出することはできない。
なお、増加概算保険料、認定決定された概算保険料・確定保険料、追徴金については口座振替による納付の対象となっていない。

## 時効
労働保険料その他本法の規定による徴収金を徴収し、又はその還付を受ける権利は、2年を経過したときは、時効によって消滅する（第41条）。政府が行う労働保険料その他本法の規定による徴収金の徴収の告知又は督促は、時効中断の効力を生ずる。それゆえ納入告知書に指定された納期限の翌日から、新たな時効が進行することになる。徴収する権利の時効には援用を要せず、またその利益を放棄することができないとされるので、時効成立後に納付義務者がその時効による利益を放棄して徴収金を納付する意思を有しても、政府はその徴収権を行使できない。

## 不服申立て
本法に基づく処分について不服があるときはすべて、行政不服審査法に基づき、厚生労働大臣に対して審査請求を行う（第37条）。異議申し立ての制度は廃止され、また再調査の請求、再審査請求も本法に基づく処分については規定されなかったため、審査請求のみとなった。また審査請求前置主義は本に基づく処分についてはすべて廃止されたため、審査請求と処分取消の訴えのいずれを選択（双方同時に行うことも可能）するかは申立人の任意となる。もちろん審査請求を選択した場合にその結果に不服があれば処分取消の訴えは可能である。
平成28年3月31日の行政不服審査法の全面改正及びこれに関連する本法の改正前にされた処分について、事業主は、概算保険料・確定保険料の認定決定について不服があるときは、都道府県労働局歳入徴収官に異議申立てをし、その決定に不服があるときは厚生労働大臣に審査請求をすることができた。労働保険料その他本法の規定による徴収金に関する処分について不服があるときは、厚生労働大臣に対して直接審査請求を行う（改正前の第37条）。これらの処分の取消の訴えは、当該審査請求に対する厚生労働大臣の裁決を経た後でなければ提起できない（審査請求前置主義。改正前の第38条、旧行政事件訴訟法第8条1項但書）。これら以外の本法の規定による処分（労働保険事務組合の認可等）について不服があるときは、厚生労働大臣に対して直接審査請求を行うが、この場合は審査請求前置主義は適用されないので、審査請求をせずに、あるいは審査請求と同時に処分の取消の訴えを提起することができた。